# Young Blood (canción de Sophie Ellis-Bextor)
«Young Blood» es el primer sencillo de la cantante británica Sophie Ellis-Bextor perteneciente a su quinto álbum de estudio llamado Wanderlust. El sencillo salió a la venta el 21 de noviembre de 2013 en la mayoría de las tiendas digitales de iTunes. La canción fue compuesta por Sophie Ellis-Bextor y Ed Harcourt. El día del lanzamiento del sencillo en iTunes, también salió el CD promocional del sencillo exclusivo para estaciones de radio, el CD contiene la versión de Young Blood que estará incluida en el álbum y también la versión para radio.
Sophie ofreció una descarga gratuita del demo de 'Young Blood' en septiembre a través de su sitio oficial, cabe señalar que la versión del demo dura 10 segundos más que la versión final.
Debutó en el número 80 de la lista de sencillos del Reino Unido y supo escalar hasta la ubicación número 34.

## Video musical
El video musical fue grabado durante la sesión fotográfica para el álbum Wanderlust, de la que también se extrajo el video tráiler del álbum, la dirección tanto de video como de la fotografía estuvieron a cargo de Sophie Muller, el video fue estrenado en el canal de Youtube de Ellis-Bextor el 25 de noviembre de 2013.
"Young Blood" está sobrepasando las 500 000 reproducciones en el canal oficial de Ellis-Bextor en Youtube.

## Lanzamiento
- CD promocional:[4]

1. Young Blood (Radio Edit) – 3:45
2. Young Blood (Versión del álbum) – 4:28
- Single Digital iTunes:[1]

1. Young Blood – 4:28
- Descarga gratuita:

1. Young Blood (Demo) – 4:38

## Posicionamiento en listas
| Lista (2014)                   | Mejor posición |
| ------------------------------ | -------------- |
| Reino Unido (UK Singles Chart) | 34             |
| Reino Unido (UK Indie Chart)   | 3              |